# Chthonius dalmatinus
Espèce
Chthonius dalmatinus est une espèce de pseudoscorpions de la famille des Chthoniidae.

## Distribution
Cette espèce est endémique de Croatie. Elle se rencontre sur Dugi Otok.

## Étymologie
Son nom d'espèce lui a été donné en référence au lieu de sa découverte, la Dalmatie.

## Publication originale
- Hadži, 1930 : Prirodoslovna istrazivanja sjevernodalmatinskog otocja. I. Dugi i kornati. Pseudoscorpiones. Prirodoslovna Istraživanja Kraljevine Jugoslavije, vol. 16, p. 65-79.